# رسم امون
رسم آمون (به عربی: رسم أمون) یک روستا در سوریه است که در ناحیه سعن واقع شده‌است. رسم آمون ۴۳۰ نفر جمعیت دارد.